# Eaton (hrabstwo Clark)
Eaton – miasto w Stanach Zjednoczonych, w stanie Wisconsin, w hrabstwie Clark.